# District de Badaun
Le district de Badaun (hindi : बदायूँ जिला) est un district de la division de Bareli dans l'État de l'Uttar Pradesh en Inde.

## Description
Son centre administratif est la ville de Badaun. 
La superficie du district est de 5 168 km2 et la population était en 2011 de 3 681 896 habitants.
Le taux d'alphabétisation est de 67,91%.